# Elizabeth Wyndham
Elizabeth Wyndham (1719 – 5 dicembre 1769) è stata una nobildonna inglese.

## Biografia
Era la figlia di Sir William Wyndham, III baronetto, e di sua moglie, Lady Catherine Seymour, figlia di Charles Seymour, VI duca di Somerset.

## Matrimonio
Nel 1749 sposò George Grenville, figlio di Richard Grenville e di Hester Temple, contessa Temple. Ebbero sette figli:
- Hester (1750-13 novembre 1847), sposò Hugh Fortescue, I conte di Fortescue, ebbero nove figli;
- Charlotte (1751-29 settembre 1832), sposò Sir Watkin Williams-Wynn, IV baronetto, ebbero quattro figli;
- George Nugent-Temple-Grenville, I marchese di Buckingham (17 giugno 1753-11 febbraio 1813);
- Thomas (31 dicembre 1755-17 dicembre 1846);
- Elizabeth (24 ottobre 1756-21 dicembre 1842), sposò John Proby, I conte di Carysfort, ebbero quattro figli;
- William Grenville, I barone Grenville (25 ottobre 1759-12 gennaio 1834);
- Catherine (1761-6 novembre 1796), sposò Richard Griffin, II barone di Braybrooke, ebbero cinque figli.

## Morte
Morì il 5 dicembre 1769.

## Ascendenza
|                                      |                                                  |                                             | Genitori                                    |  |  | Nonni |  |  | Bisnonni                     |  |  | Trisnonni    |  |
|                                      |                                                  |                                             |                                             |  |  |       |  |  | William Wyndham, I baronetto |  |  | John Wyndham |  |
|                                      |                                                  |                                             |                                             |  |  |       |  |  | William Wyndham, I baronetto |  |  | John Wyndham |  |
|                                      |                                                  | Catherine Hopton                            |                                             |  |  |       |  |  | William Wyndham, I baronetto |  |  |              |  |
| Edward Wyndham, II baronetto         |                                                  |                                             |                                             |  |  |       |  |  | William Wyndham, I baronetto |  |  |              |  |
|                                      |                                                  | Frances Hungerford                          | Anthony Hungerford                          |  |  |       |  |  |                              |  |  |              |  |
|                                      |                                                  | Frances Hungerford                          | Anthony Hungerford                          |  |  |       |  |  |                              |  |  |              |  |
|                                      |                                                  | Frances Hungerford                          | Rachel Jones                                |  |  |       |  |  |                              |  |  |              |  |
| William Wyndham, III baronetto       |                                                  | Frances Hungerford                          |                                             |  |  |       |  |  |                              |  |  |              |  |
|                                      |                                                  | William Leveson-Gower, IV baronetto         | Thomas Gower, II baronetto                  |  |  |       |  |  |                              |  |  |              |  |
|                                      |                                                  | William Leveson-Gower, IV baronetto         | Thomas Gower, II baronetto                  |  |  |       |  |  |                              |  |  |              |  |
|                                      |                                                  | William Leveson-Gower, IV baronetto         | Frances Leveson                             |  |  |       |  |  |                              |  |  |              |  |
| Catharine Leveson-Gower              |                                                  | William Leveson-Gower, IV baronetto         |                                             |  |  |       |  |  |                              |  |  |              |  |
|                                      |                                                  | Jane Granville                              | John Granville, I conte di Bath             |  |  |       |  |  |                              |  |  |              |  |
|                                      |                                                  | Jane Granville                              | John Granville, I conte di Bath             |  |  |       |  |  |                              |  |  |              |  |
|                                      |                                                  | Jane Granville                              | Jane Wyche                                  |  |  |       |  |  |                              |  |  |              |  |
| Elizabeth Wyndham                    |                                                  | Jane Granville                              |                                             |  |  |       |  |  |                              |  |  |              |  |
|                                      | Charles Seymour, II barone Seymour di Trowbridge | Edward Seymour, visconte Beauchamp          |                                             |  |  |       |  |  |                              |  |  |              |  |
|                                      | Charles Seymour, II barone Seymour di Trowbridge | Edward Seymour, visconte Beauchamp          |                                             |  |  |       |  |  |                              |  |  |              |  |
|                                      | Charles Seymour, II barone Seymour di Trowbridge | Honora Rogers                               |                                             |  |  |       |  |  |                              |  |  |              |  |
| Charles Seymour, VI duca di Somerset | Charles Seymour, II barone Seymour di Trowbridge |                                             |                                             |  |  |       |  |  |                              |  |  |              |  |
|                                      |                                                  | Elizabeth Alington                          | William Alington, I barone Alington         |  |  |       |  |  |                              |  |  |              |  |
|                                      |                                                  | Elizabeth Alington                          | William Alington, I barone Alington         |  |  |       |  |  |                              |  |  |              |  |
|                                      |                                                  | Elizabeth Alington                          | Elizabeth Tollemache                        |  |  |       |  |  |                              |  |  |              |  |
| Catherine Seymour                    |                                                  | Elizabeth Alington                          |                                             |  |  |       |  |  |                              |  |  |              |  |
|                                      |                                                  | Josceline Percy, XI conte di Northumberland | Algernon Percy, X conte di Northumberland   |  |  |       |  |  |                              |  |  |              |  |
|                                      |                                                  | Josceline Percy, XI conte di Northumberland | Algernon Percy, X conte di Northumberland   |  |  |       |  |  |                              |  |  |              |  |
|                                      |                                                  | Josceline Percy, XI conte di Northumberland | Elizabeth Howard                            |  |  |       |  |  |                              |  |  |              |  |
| Elizabeth Percy, baronessa Percy     |                                                  | Josceline Percy, XI conte di Northumberland |                                             |  |  |       |  |  |                              |  |  |              |  |
|                                      |                                                  | Elizabeth Wriothesley                       | Thomas Wriothesley, IV conte di Southampton |  |  |       |  |  |                              |  |  |              |  |
|                                      |                                                  | Elizabeth Wriothesley                       | Thomas Wriothesley, IV conte di Southampton |  |  |       |  |  |                              |  |  |              |  |
|                                      |                                                  | Elizabeth Wriothesley                       | Elizabeth Leigh                             |  |  |       |  |  |                              |  |  |              |  |
|                                      |                                                  | Elizabeth Wriothesley                       |                                             |  |  |       |  |  |                              |  |  |              |  |